# Fútbol Club San Marcos
Maillots
Le FC San Marcos est un club nicaraguayen de football basé à San Marcos.  

## Palmarès
- Coupe du Nicaragua de football (2)
  - Vainqueur : 1984 et 1995.